# Federico I di Brandeburgo-Ansbach
Federico di Ansbach e Bayreuth, conosciuto anche coi nomi di Federico I o Federico V (Ansbach, 8 maggio 1460 – Ansbach, 4 aprile 1536), era un principe della Casa di Hohenzollern.

## Biografia
Era figlio maggiore del margravio Alberto III di Brandeburgo e della sua seconda moglie, Anna di Sassonia, figlia di Federico II di Sassonia.
Suo fratellastro maggiore fu Giovanni il Cicerone di Brandeburgo. Federico succedette al padre come margravio di Ansbach nel 1486 e a suo fratello minore, Sigismondo, come margravio di Bayreuth nel 1495.
Dopo aver esaurito le finanze del margraviato con il suo stile di vita sontuoso, Federico I fu deposto dai suoi due figli maggiori, Casimiro e Giorgio, nel 1515. Fu poi rinchiuso nel castello di Plassenburg dal figlio maggiore Casimiro in una torre per 12 anni. In seguito, suo figlio Casimiro prese il controllo del margravio di Bayreuth e suo figlio Giorgio prese il controllo del margravio di Ansbach. Tuttavia, il rovesciamento di Federico ha oltraggiato i suoi altri figli minori e ha portato a contromisure politiche di vasta portata. Quando il principe elettore Gioacchino I di Brandeburgo visitò Kulmbach durante il suo viaggio ad Augusta, e volle difendere la liberazione di Federico, gli fu comunque negato l'ingresso al castello di Plassenburg. La disputa fu finalmente risolta quando fu raggiunto un accordo nel 1522, nel quale furono soddisfatte le richieste dei figli minori di Federico.

## Matrimonio
Il 14 febbraio 1479 a Francoforte sull'Oder sposò Sofia Jagellone (6 aprile 1464-5 ottobre 1512), figlia del re Casimiro IV di Polonia e di sua moglie Elisabetta d'Asburgo e sorella del re Sigismondo I di Polonia. La coppia ebbe diciassette figli:
1. Elisabetta (nata e morta nel 1480);
2. Casimiro (27 settembre 1481–21 settembre 1527);
3. Margherita (10 gennaio 1483–10 luglio 1532);
4. Giorgio (4 marzo 1484 – 27 dicembre 1534);
5. Sofia (10 marzo 1485 – 24 maggio 1537), sposò il duca Federico II di Liegnitz, non ebbero figli;
6. Anna (1487 – 7 febbraio 1539), sposò il duca Venceslao III di Teschen, ebbero tre figli;
7. Barbara (1488 - 1490);
8. Alberto (17 maggio 1490–20 marzo 1568);
9. Federico (13 giugno 1491-1497);
10. Giovanni, viceré di Valencia (9 gennaio 1493–5 luglio 1525);
11. Elisabetta (25 marzo 1494–31 maggio 1518), sposò il margravio Ernesto di Baden-Durlach, ebbero sette figli;
12. Barbara (24 settembre 1495–23 settembre 1552), sposò il langravio Giorgio di Leuchtenberg, ebbero quattro figli;
13. Federico (17 gennaio 1497–20 agosto 1536), canonico a Würzburg e Salisburgo;
14. Guglielmo (30 giugno 1498–4 febbraio 1563), arcivescovo di Riga;
15. Giovanni Alberto (20 settembre 1499–17 maggio 1550), arcivescovo di Magdeburgo;
16. Federico Alberto (1501-1504);
17. Gumprecht (16 luglio 1503–25 giugno 1528), canonico a Bamberga.

## Ascendenza
|                                   |                        |                                | Genitori                     |  |  | Nonni |  |  | Bisnonni                 |  |  | Trisnonni                 |  |
|                                   |                        |                                |                              |  |  |       |  |  | Federico V di Norimberga |  |  | Giovanni II di Norimberga |  |
|                                   |                        |                                |                              |  |  |       |  |  | Federico V di Norimberga |  |  | Giovanni II di Norimberga |  |
|                                   |                        | Elisabetta di Henneberg        |                              |  |  |       |  |  | Federico V di Norimberga |  |  |                           |  |
| Federico I di Brandeburgo         |                        |                                |                              |  |  |       |  |  | Federico V di Norimberga |  |  |                           |  |
|                                   |                        | Elisabetta di Meißen           | Federico II di Meißen        |  |  |       |  |  |                          |  |  |                           |  |
|                                   |                        | Elisabetta di Meißen           | Federico II di Meißen        |  |  |       |  |  |                          |  |  |                           |  |
|                                   |                        | Elisabetta di Meißen           | Matilde di Baviera           |  |  |       |  |  |                          |  |  |                           |  |
| Alberto III di Brandeburgo        |                        | Elisabetta di Meißen           |                              |  |  |       |  |  |                          |  |  |                           |  |
|                                   |                        | Federico di Baviera-Landshut   | Stefano II di Baviera        |  |  |       |  |  |                          |  |  |                           |  |
|                                   |                        | Federico di Baviera-Landshut   | Stefano II di Baviera        |  |  |       |  |  |                          |  |  |                           |  |
|                                   |                        | Federico di Baviera-Landshut   | Isabella d'Aragona           |  |  |       |  |  |                          |  |  |                           |  |
| Elisabetta di Baviera-Landshut    |                        | Federico di Baviera-Landshut   |                              |  |  |       |  |  |                          |  |  |                           |  |
|                                   |                        | Maddalena Visconti             | Bernabò Visconti             |  |  |       |  |  |                          |  |  |                           |  |
|                                   |                        | Maddalena Visconti             | Bernabò Visconti             |  |  |       |  |  |                          |  |  |                           |  |
|                                   |                        | Maddalena Visconti             | Beatrice Regina della Scala  |  |  |       |  |  |                          |  |  |                           |  |
| Federico I di Brandeburgo-Ansbach |                        | Maddalena Visconti             |                              |  |  |       |  |  |                          |  |  |                           |  |
|                                   | Federico I di Sassonia | Federico III di Meißen         |                              |  |  |       |  |  |                          |  |  |                           |  |
|                                   | Federico I di Sassonia | Federico III di Meißen         |                              |  |  |       |  |  |                          |  |  |                           |  |
|                                   | Federico I di Sassonia | Caterina di Henneberg          |                              |  |  |       |  |  |                          |  |  |                           |  |
| Federico II di Sassonia           | Federico I di Sassonia |                                |                              |  |  |       |  |  |                          |  |  |                           |  |
|                                   |                        | Caterina di Brunswick-Lüneburg | Enrico di Brunswick-Lüneburg |  |  |       |  |  |                          |  |  |                           |  |
|                                   |                        | Caterina di Brunswick-Lüneburg | Enrico di Brunswick-Lüneburg |  |  |       |  |  |                          |  |  |                           |  |
|                                   |                        | Caterina di Brunswick-Lüneburg | Sofia di Pomerania           |  |  |       |  |  |                          |  |  |                           |  |
| Anna di Sassonia                  |                        | Caterina di Brunswick-Lüneburg |                              |  |  |       |  |  |                          |  |  |                           |  |
|                                   |                        | Ernesto I d'Asburgo            | Leopoldo III d'Asburgo       |  |  |       |  |  |                          |  |  |                           |  |
|                                   |                        | Ernesto I d'Asburgo            | Leopoldo III d'Asburgo       |  |  |       |  |  |                          |  |  |                           |  |
|                                   |                        | Ernesto I d'Asburgo            | Verde Visconti               |  |  |       |  |  |                          |  |  |                           |  |
| Margherita d'Austria              |                        | Ernesto I d'Asburgo            |                              |  |  |       |  |  |                          |  |  |                           |  |
|                                   |                        | Cimburga di Masovia            | Siemowit IV di Masovia       |  |  |       |  |  |                          |  |  |                           |  |
|                                   |                        | Cimburga di Masovia            | Siemowit IV di Masovia       |  |  |       |  |  |                          |  |  |                           |  |
|                                   |                        | Cimburga di Masovia            | Alessandra di Lituania       |  |  |       |  |  |                          |  |  |                           |  |
|                                   |                        | Cimburga di Masovia            |                              |  |  |       |  |  |                          |  |  |                           |  |